# Teleszewicze
Teleszewicze (biał. Целяшэвічы, Cielaszewiczy; ros. Телешевичи, Tieleszewiczi) – wieś na Białorusi, w obwodzie mińskim, w rejonie dzierżyńskim, w sielsowiecie Borowa.
Współcześnie w skład miejscowości wchodzi także dawna wieś Borowskie (Borowska; biał. Бароўскія, Barouskija; ros. Боровския, Borowskija).

## Historia
W XIX i w początkach XX w. położone były w Rosji, w guberni mińskiej, w powiecie mińskim, w gminie Rubieżewicze. 
Po I wojnie światowej pod administracją polską, w Zarządzie Cywilnym Ziem Wschodnich, w okręgu mińskim, w powiecie mińskim, w gminie Rubieżewicze.
W wyniku postanowień traktatu ryskiego znalazły się w granicach Związku Sowieckiego. W okresie międzywojennym położone były przy granicy z Polską. Mieścił się tutaj zastaw Wojsk Pogranicznych NKWD. W latach 1932–1937 w Polskim Rejonie Narodowym im. Feliksa Dzierżyńskiego.
8 maja 1944 w rejonie Teleszewicz i Wielkiego Sioła odbyła się bitwa pomiędzy Zgrupowaniem Stołpeckim Armii Krajowej a sowieckimi partyzantami.
Od 1991 w niepodległej Białorusi.

## Ludzie związani z miejscowością
- Janina Bandak – Bohater Pracy Socjalistycznej, deputowana do Rady Najwyższej Białoruskiej SRR